# Saint-Mamet-la-Salvetat
Saint-Mamet-la-Salvetat ist eine französische Gemeinde im Département Cantal und in der Region Auvergne-Rhône-Alpes und mit 1537 Einwohnern (Stand 1. Januar 2022). Die Gemeinde gehört zum Arrondissement Aurillac und zum Kantons Maurs.

## Lage
Saint-Mamet-la-Salvetat liegt im Zentralmassiv, in der Châtaigneraie, der Region zwischen dem Département Lot und der Chaîne des Puys, etwa 13,5 Kilometer südwestlich von Aurillac. An der nordöstlichen Gemeindegrenze verläuft der Fluss Cère, an der westlichen der Moulègre, dessen Zufluss Bouzaï im Gemeindegebiet entspringt. Verkehrstechnisch ist die Gemeinde durch die Route nationale 122 erschlossen.

## Einwohnerentwicklung
| Jahr                       | 1962 | 1968 | 1975 | 1982 | 1990 | 1999 | 2006 | 2020 |
| Einwohner                  | 1062 | 1153 | 1200 | 1236 | 1327 | 1321 | 1394 | 1546 |
| Quellen: Cassini und INSEE |      |      |      |      |      |      |      |      |

## Persönlichkeiten
- Francis Courchinoux (1859–1902), römisch-katholischer Geistlicher und Dichter
- Claude Aiguesparses (* 1949), Radrennfahrer

## Gemeindepartnerschaft

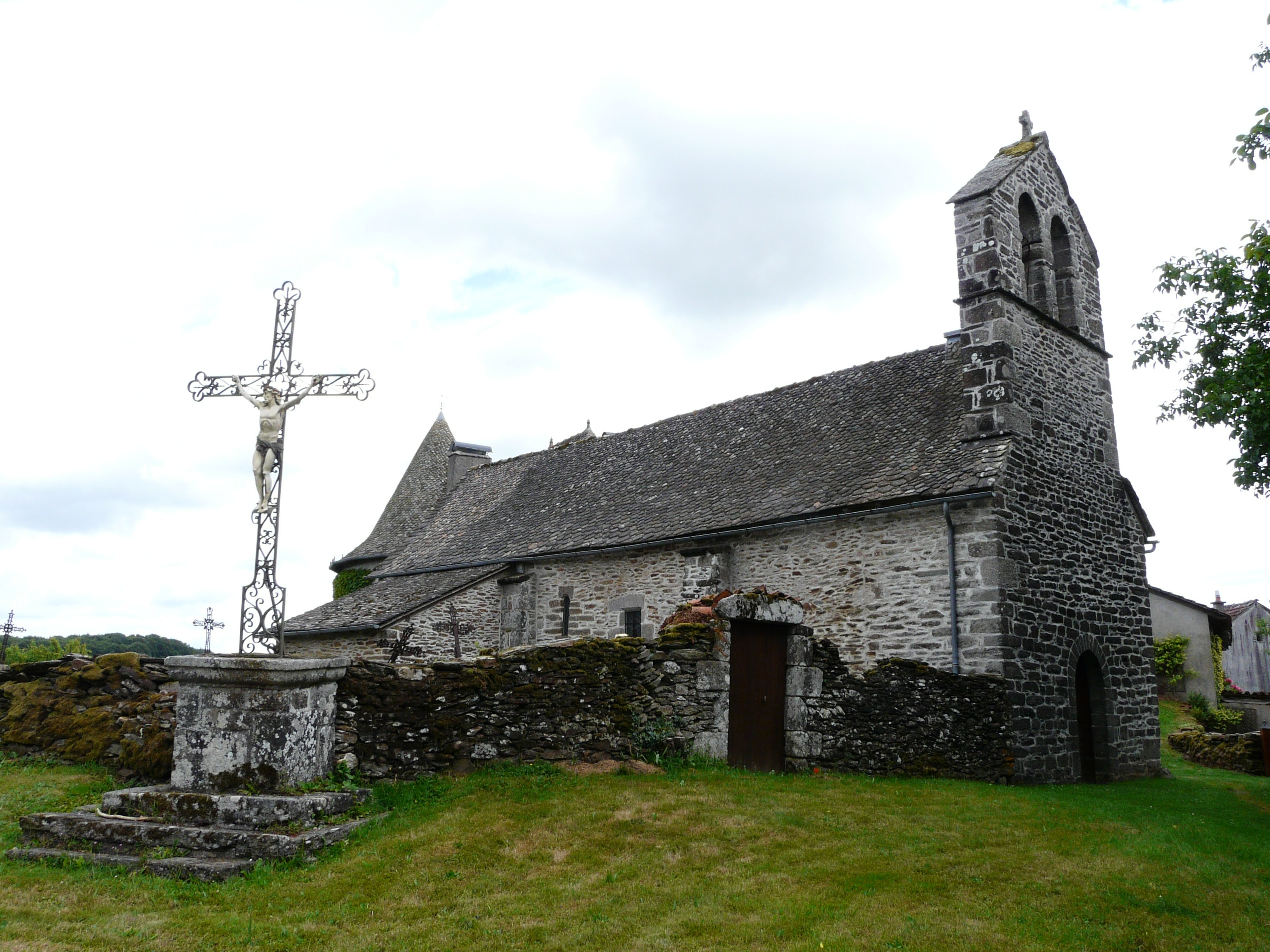
Kapelle der ehemaligen Kommandantur des Johanniterordens von Jerusalem, Rhodos und Malta

- Pugnac im Département Gironde